# Ligne de tramway K Lille Gare - Lille Porte d'Arras
Pour les articles homonymes, voir Ligne K.
Ne doit pas être confondu avec Ligne de tramway K Lille Place de Tourcoing - Marcq-en-Barœul Douane.
La ligne K est une ancienne ligne du tramway de Lille.

## Histoire
La ligne est supprimée le 13 juillet 1905.